# Prîsluci, Polonne
Prîsluci (în ucraineană Прислуч) este localitatea de reședință a comunei Prîsluci din raionul Polonne, regiunea Hmelnîțkîi, Ucraina.

## Demografie
Componența lingvistică a localității Prîsluci
     Ucraineană (99,44%)
     Alte limbi (0,56%)
Conform recensământului din 2001, majoritatea populației localității Prîsluci era vorbitoare de ucraineană (99,44%), existând în minoritate și vorbitori de alte limbi.